# Fédération nationale des industries chimiques CGT
La Fédération nationale des industries chimiques (FNIC-CGT) est une fédération professionnelle de la Confédération générale du travail qui organisent les travailleurs de l'industrie chimique. Au niveau international elle est affiliée à la Fédération syndicale mondiale.

## Présentation
La Fédération nationale des industries chimiques CGT rassemble 12 branches professionnelles : chimie, caoutchouc, pétrole, droguerie pharmaceutique, répartition pharmaceutique, industrie pharmaceutique, plasturgie, officines, instruments à écrire, laboratoires d’ana-lyses médicales, navigation de plaisance, négoce et prestations de services médicotechniques.

## Actions
Selon Stéphane Sirot, la Fédération nationale des industries chimiques (Fnic) est « [r]éputée pour être parmi les plus combatives ».

### Liens
- Site officiel
- Histoire de la FNIC-CGT